# Cajun Album
| Recensione | Giudizio |
| ---------- | -------- |
| AllMusic   | [ 1 ]    |

Cajun Album è un album discografico a nome della The Savoy Family Band, pubblicato dall'etichetta discografica Arhoolie Records nel 2003.

## Tracce
1. Lake Arthur Stomp – 4:10 (Pubblico dominio) – Strumentale
2. Reno Waltz – 3:35 (Lawrence Walker) – Voci: Wilson e Sarah Savoy
3. Catin, Catin – 2:21 (Wilson Savoy) – Voce: Wilson Savoy
4. Chataigner Two Step – 3:37 (Pubblico dominio) – Strumentale
5. Woman with a Broken Heart – 4:16 (Ann Savoy) – Voci: Ann e Sarah Savoy
6. Don't Bury Me – 3:30 (Pubblico dominio) – Voce: Ann Savoy
7. Tout les deux – 3:34 (Pubblico dominio) – Voce: Ann Savoy
8. Bayou Two Step – 2:29 (Pubblico dominio) – Strumentale
9. Valse de chagrin – 5:29 (Shorty LeBlanc) – Voce: Ann Savoy
10. Ossun Two Step – 4:30 (Lawrence Walker) – Strumentale
11. Willie's Breakdown – 1:41 (Wilson Savoy) – Strumentale
12. Sunset Blues – 3:42 (Pubblico dominio) – Voce: Sarah Savoy
13. Choupique – 4:51 (Pubblico dominio) – Voce: Wilson Savoy
14. Sam's Big Rooster – 4:41 (Marc Savoy) – Voce: Ann Savoy
15. Midland Two Step – 3:19 (Amédé Ardoin) – Voce: Wilson Savoy

## Musicisti
The Savoy Family Band
- Marc Savoy - accordion
- Marc Savoy - fiddle (brani: Don't Bury Me e Tout les deux)
- Ann Savoy - chitarra, voce
- Joel Savoy - fiddle
- Wilson Savoy - voce, tastiere, pianoforte
- Wilson Savoy - accordion (brani: Reno Waltz, Catin, Catin, Bayou Two Step, Sunset Blues e Midland Two Step)
- Sarah Savoy - voce, chitarra[2]